# Dactylacantha plaumanni
Dactylacantha plaumanni är en tvåvingeart som beskrevs av Lindner 1964. Dactylacantha plaumanni ingår i släktet Dactylacantha och familjen vapenflugor. Inga underarter finns listade i Catalogue of Life.